# Eriocaulon atrum
Eriocaulon atrum är en gräsväxtart som beskrevs av Takenoshin Nakai. Eriocaulon atrum ingår i släktet Eriocaulon och familjen Eriocaulaceae. Inga underarter finns listade i Catalogue of Life.